# Élections législatives touvaines de 2024
Les élections législatives touvaines de 2024 ont lieu le 8 septembre 2024 lors des infranationales russes en république de Touva afin de renouveler les 32 sièges du Khoural suprême de la république de Touva. 

## Mode de scrutin
Selon les lois électorales actuelles, le Khoural est élu pour un mandat de cinq ans, avec vote parallèle. 16 sièges sont élus au scrutin proportionnel de liste avec un seuil électoral de 5 %, l'autre moitié étant élue dans 16 circonscriptions uninominales au scrutin uninominal majoritaire à un tour. Les sièges de la partie proportionnelle sont attribués selon le quotient Imperiali, modifié pour garantir que chaque liste de parti qui dépasse le seuil reçoive au moins un mandat. 

## Candidats

### Scrution proportionnel
Pour enregistrer les listes régionales de candidats, les partis doivent recueillir 0,5 % des signatures de tous les électeurs inscrits dans la république de Touva . 
Les partis suivants ont été dispensés de la nécessité de recueillir des signatures: 
- Russie unie
- Parti communiste de la fédération de Russie
- Russie juste
- Parti libéral-démocrate de Russie
- Nouvelles personnes

### Circonscriptions uninominales
16 circonscriptions uninominales ont été créées à Touva . Pour inscrire les candidats dans les circonscriptions uninominales, il faut recueillir 3 % des signatures des électeurs inscrits dans la circonscription.

## Résultats
|                           |                           |                 |                 |                 |        |              |               |  |  |  |  |  |  |  |
| Parti                     | Parti                     | Proportionnelle | Proportionnelle | Proportionnelle | UM1    | Total Sièges | +/-           |  |  |  |  |  |  |  |
| Parti                     | Parti                     | Voix            | %               | Sièges          | Sièges | Total Sièges | +/-           |  |  |  |  |  |  |  |
|                           | Russie unie               |                 |                 |                 |        |              |               |  |  |  |  |  |  |  |
|                           | Parti communiste          |                 |                 |                 |        |              |               |  |  |  |  |  |  |  |
|                           | Russie juste              |                 |                 |                 |        |              |               |  |  |  |  |  |  |  |
|                           | Parti libéral-démocrate   |                 |                 |                 |        |              |               |  |  |  |  |  |  |  |
|                           | Nouvelles personnes       |                 |                 |                 |        |              |               |  |  |  |  |  |  |  |
|                           | Rodina                    |                 |                 |                 |        |              |               |  |  |  |  |  |  |  |
|                           | RPPSS                     |                 |                 |                 |        |              |               |  |  |  |  |  |  |  |
|                           | Plateforme civique        |                 |                 |                 |        |              |               |  |  |  |  |  |  |  |
|                           | Les Verts                 |                 |                 |                 |        |              |               |  |  |  |  |  |  |  |
|                           | Patriotes de Russie       |                 |                 |                 |        |              |               |  |  |  |  |  |  |  |
|                           | RPSS                      |                 |                 |                 |        |              |               |  |  |  |  |  |  |  |
|                           | Iabloko                   |                 |                 |                 |        |              |               |  |  |  |  |  |  |  |
|                           | Parti des entrepreneurs   |                 |                 |                 |        |              |               |  |  |  |  |  |  |  |
|                           | Indépendants              |                 |                 |                 |        |              |               |  |  |  |  |  |  |  |
|                           | Votes blancs et invalides |                 |                 |                 |        |              |               |  |  |  |  |  |  |  |
|                           |                           |                 |                 |                 |        |              |               |  |  |  |  |  |  |  |
| Votes valides             |                           |                 |                 |                 |        |              |               |  |  |  |  |  |  |  |
| Votes blancs et invalides |                           |                 |                 |                 |        |              |               |  |  |  |  |  |  |  |
| Total                     | Total                     |                 | 100             | 11              | 30     | 41           | en stagnation |  |  |  |  |  |  |  |
| Abstentions               |                           |                 |                 |                 |        |              |               |  |  |  |  |  |  |  |
| Inscrits / participation  |                           |                 |                 |                 |        |              |               |  |  |  |  |  |  |  |